# &TEAM
&TEAM（エンティーム、英: andTEAM、韓: 앤팀）は、日本を中心に活動する9人組グローバルボーイズグループ。オーディション番組『I-LAND』から招集された4名と『&AUDITION - The Howling -』にて追加選抜された5名で結成され、日本人7名、台湾人1名、韓国人1名で構成される。YX LABELS所属。公式ファンクラブ名はLUNÉ（ルネ、韓: 루네）。

## 概要
HYBEの日本支社・YX LABELSから初めて輩出される多国籍ボーイズグループである。韓国にて放送されたサバイバルオーディション番組『I-LAND』から招集された4名（日本人2名、台湾人1名、韓国人1名）が「デビュー組」として参加したグローバルデビュープロジェクト『&AUDITION - The Howling -』を通じ、上記4名に加え練習生11名から追加選抜された5名（いずれも日本人）の全9名で結成された。
グループ名の『&TEAM』には「多様な9名が&でつながり、人と人、人と世界を結び付け、ファンとつながり、ファンとファンもつながる。そして運命共同体となり、より良い自分へと成長するために、個々のエネルギーを集結させて自身の限界を超え続ける」という意味が込められている。読みは『エンティーム』で、公式サイトのURLやSNS（公式アカウントのIDおよびハッシュタグ）における表記は英小文字大文字混在の『andTEAM』となっている。
ファンネームは（フランス語で）月を意味する『LUNÉ（ルネ）』。「Light Up New Energy」から頭文字を取ったもので、「月のように&TEAMの将来を明るく照らし、&TEAMが今後前に進んでいくための原動力になる」という願いを込め、メンバー全員で選定した。
グループ挨拶は「（EJ）One, Two!（全員）We Link! こんにちは! &TEAMです!」。
NiziUらと並んで日韓の2か国を拠点とするグループで、リーダーのEJをはじめメンバー全員が日本語と韓国語を話せるバイリンガルであり、NICHOLAS・MAKIはクワドリンガルである（後述）。

## 略歴

### 2020年
6月17日、HYBE LABELS JAPAN（当時: Big Hit Entertainment Japan）は、日本を皮切りにグローバルを舞台に活躍するアーティストを生み出す「Big Hit Japan グローバルデビュープロジェクト」を始動すると発表した。
9月18日、韓国にて実施されたオーディション番組『I-LAND』が放送終了後にHYBE LABELS JAPANは『I-LAND』脱落メンバーから5名（K、NICHOLAS、EJ、KYUNGMIN、TAKI）をプロジェクトメンバー（以下「デビュー組」と表記）に選定。

### 2021年
1月1日、新規実施されたオーディション『&AUDITION』にて追加メンバーを募集し、2021年にグループデビューすることを発表した。
5月31日、KYUNGMINがグループの成立を待たずに脱退、同時にHYBE LABELS JAPANとの専属契約を終了しHYBE本体からも退所したことが公式サイトで発表され、残った4名でプロジェクト活動を継続する事となった。

### 2022年
3月9日、オーディション番組『&AUDITION - The Howling -』を2022年7月より、日本テレビで放送、また地上波では放送しきれなかった映像を含めた完全版をオンライン動画配信サービスHuluにて配信する事を発表した。
8月20日の放送にてデビュー組4名（K、NICHOLAS、EJ、TAKI）の正式なデビュー確定が告げられ、同時に追加メンバーの人数が5名となること、先述4名と合わせた最終デビューメンバーの人数は9名となることが発表された。
8月24日、サプライズファンイベントが東京・豊洲PITにて開催された。
9月3日、ファイナルラウンドが東京ガーデンシアターで行われた。オリジナル曲である「Melody」、「Running with the pack」、「The Final Countdown」の3曲が披露された。『I-LAND』でデビュー組4名が共演したENHYPENが初来日で出演し、BTSのRMも客席に座った。この模様は日本テレビとHuluで生中継され、4名とともにデビューする追加メンバーがJO、HARUA、MAKI、YUMA、FUMAの5名に決定、グループ名も同時に『&TEAM』と発表された。
9月3日、各SNSアカウントが開設され、デビュー日も記者会見で発表された。
9月4日、デビューシングルのリリース日が12月7日に決定。12月8日には東京体育館でデビューを記念したショーケースイベントが開催されることが発表された。
9月5日、日本テレビ系列の情報番組『スッキリ』に初出演し、「The Final Countdown」を9名で初披露した。
10月20日、&TEAM OFFICIAL FANCLUB LUNÉ MEMBERSHIPがオープン。
11月10日、デビュー作品のタイトルが『First Howling : ME』に決定。11月14日には収録曲が公開され、EP作品としてリリースされることが発表された。
11月12日 - 2023年2月18日、初の冠番組『&TEAM学園』（全11回）が日本テレビほかで放送。
11月22日、デビューEP『First Howling : ME』からタイトル曲「Under the skin」が先行配信され、同時にミュージックビデオも公開された。MVにはデビュートレーラーでナレーションを務めた俳優の坂口健太郎も出演している。
12月6日、&TEAMとコラボレーションした、5作目のHYBEオリジナルストーリー『黒の月: 灰色の都市』がWebtoonとWebノベルにて公開された。Naver WEBTOON worldwide serviceを通じて10の言語で連載。日本はLINEマンガにて配信。
12月7日、デビューEP『First Howling : ME』をリリースしデビュー。

### 2023年
2月25日、韓国で初めてとなる、デビューEP『First Howling : ME』の購入者向けオフラインファンサイン会を開催した。
3月10日、第37回日本ゴールドディスク大賞『ベスト5ニュー・アーティスト』受賞。
3月17日、EJ、K、NICHOLAS、TAKIが歌唱する『黒の月: 灰色の都市』のオリジナルサウンドトラック「W.O.L.F. (Win Or Lose Fight)」が配信開始。
3月22日、&TEAM OFFICIAL FANCLUB LUNÉ MEMBERSHIP (GL)がオープン。
4月22日、日本テレビ系 土曜ドラマ『Dr.チョコレート』の主題歌に&TEAM初のバラード曲「Blind Love」が決定。
6月14日、2nd EP『First Howling : WE』をリリース。
9月3日、結成1周年イベント『&TEAM 1st Anniversary [縁 DAY]』をさいたまスーパーアリーナ・コミュニティアリーナで2公演開催し、約1万人を動員。
9月9日、初の海外単独公演『&TEAM 1st Anniversary [縁 DAY] in SEOUL』を韓国・ソウルのYES24 LIVE Hallで2公演開催し、約2千人を動員。Weverseを通じてファンクラブ限定の無料オンラインライブストリーミングも実施され、計39の国と地域から約8千人が視聴した。
10月14日、KがTBS系『オールスター感謝祭'23秋』内のコーナー「赤坂5丁目ミニマラソン」に生出演し、2位と約1分差をつけ優勝した。
11月15日、1stアルバム『First Howling : NOW』を発売し、初となるフルアルバムでカムバックを果たした。
11月16日、東京・六本木ヒルズアリーナで開催された『&TEAM 1st ALBUM SHOWCASE [First Howling : NOW]』にて、韓国公演を含む自身初のコンサートツアー『2024 &TEAM CONCERT TOUR 'FIRST PAW PRINT'』を開催することが発表された。
11月17日、初のコンサートツアー『2024 &TEAM CONCERT TOUR 'FIRST PAW PRINT'』のメインビジュアルを公開。

### 2024年
1月13日から冠番組『&TEAM学園 2学期』が日本テレビにて全10回放送開始。
1月21日 - 3月7日、初のコンサートツアー『2024 &TEAM CONCERT TOUR 'FIRST PAW PRINT'』を開催。日韓8都市の23公演で約7万人を動員した。2月17日・18日に韓国・ソウルのKBSアリーナで開催された海外公演は、当初予定されていた2公演が発売直後に即完売したことを受け、急きょ1公演が追加され2日間計3公演で7000人以上のファンを魅了。
4月13日、台湾・高雄ナショナルスタジアムで開催されたK-POPコンサート『GOLDEN WAVE in TAIWAN』に出演し、自身初の台湾でのステージとなった。また、台湾出身のNICHOLASにとって初の故郷凱旋ステージとなった。
5月8日、1stシングル『五月雨 (Samidare)』をリリース。
8月7日、2ndシングル『青嵐 (Aoarashi)』をリリース。
7月20日 - 9月29日、初のアリーナツアー『2024 &TEAM CONCERT TOUR 'SECOND TO NONE'』を日韓5都市で開催し、14公演で約8万人を動員した。8月30日・31日の高麗大学校ファジョン体育館でのソウル公演は約1万人を動員した。
9月3日、結成2周年イベント『&TEAM 2nd Anniversary [縁 DAY]』を東京ガーデンシアターで昼夜2公演開催し、約1万3千人を動員。
10月23日、デジタルシングル『十五夜 (Jyuugoya)』をリリース。
12月5日、YouTubeチャンネル登録者数100万人突破（2年10か月22日）。
12月18日、2ndアルバム『雪明かり (Yukiakari)』をリリース。

### 2025年
4月23日、3rdシングル『Go in Blind (月狼)』をリリース。8月8日、日本レコード協会が公表する7月度ゴールドディスク認定で総出荷枚数100万枚を突破し、自身初のミリオン認定を達成した。
4月25日深夜、毎月最終金曜日の深夜にニッポン放送『&TEAMのオールナイトニッポンX』が放送開始。
5月10日 - 7月26日、初のアジアツアー『2025 &TEAM CONCERT TOUR 'AWAKEN THE BLOODLINE'』を全9都市で15公演開催し、約10万人を動員。5月18日の東京・有明アリーナ公演では、10月25日・26日に自身最大規模となるさいたまスーパーアリーナ（スタジアムモード）でアンコール公演を開催することがサプライズ発表された。
9月2日・3日、結成3周年を記念したアニバーサリーイベント『&TEAM 3rd Anniversary [縁 DAY]』を神奈川・ぴあアリーナMMで開催予定。

## メンバー
| 名前                       | 生年月日               | 出身地             | 血液型 | 身長    | ポジション                                   | 背番号 | 合流経緯             | 備考 |
| -------------------------- | ---------------------- | ------------------ | ------ | ------- | -------------------------------------------- | ------ | -------------------- | --- |
| K ケイ 케이                | 1997年10月21日（27歳） | 日本 東京都        | A      | 186.5cm | パフォーマンスリーダー リードボーカル        | 9      | 『I-LAND』から招集   | - グループおよび招集メンバー最年長                                                                               |
| FUMA フウマ 후마           | 1998年6月29日（27歳）  | 日本 静岡県        | B      | 180cm   | サブリーダー リードダンサー                  | 2      | 『&AUDITION』最終5位 | - 追加メンバー最年長                                                                                             |
| NICHOLAS ニコラス 니콜라스 | 2002年7月9日（23歳）   | 台湾 新北市        | O      | 179cm   | メインラッパー リードボーカル リードダンサー | 3      | 『I-LAND』から招集   | - 台湾人 - クワドリンガル（中国語、日本語、英語、韓国語）                                                        |
| EJ ウィジュ 의주           | 2002年9月7日（22歳）   | 韓国 京畿道高陽市  | A      | 184cm   | リーダー サブボーカル リードラッパー         | 8      | 『I-LAND』から招集   | |
| YUMA ユウマ 유마           | 2004年2月7日（21歳）   | 日本 兵庫県明石市  | AB     | 174.6cm | メインボーカル リードダンサー                | 15     | 『&AUDITION』最終4位 | |
| JO ジョウ 죠               | 2004年7月8日（21歳）   | 日本 神奈川県      | O      | 185cm   | ヴィジュアル サブボーカル                    | 43     | 『&AUDITION』最終1位 | |
| HARUA ハルア 하루아        | 2005年5月1日（20歳）   | 日本 長野県        | B      | 173.5cm | ヴィジュアル サブボーカル                    | 11     | 『&AUDITION』最終2位 | |
| TAKI タキ 타키             | 2005年5月4日（20歳）   | 日本 神奈川県      | B      | 176cm   | サブボーカル サブダンサー                    | 6      | 『I-LAND』から招集   | - 招集メンバー最年少                                                                                             |
| MAKI マキ 마키             | 2006年2月17日（19歳）  | ドイツ 日本 東京都 | O      | 183.5cm | メインボーカル サブダンサー サブラッパー     | 14     | 『&AUDITION』最終3位 | - グループおよび追加メンバー最年少 - 父がドイツ人で母が日本人 - クワドリンガル（日本語、英語、ドイツ語、韓国語） |

## ディスコグラフィ
順位は、オリコン週間シングルランキング・アルバムランキングを示す。

### EP
|     | 発売日        | タイトル           | 形態                     | 規格品番      | 収録曲 | 順位 |
| --- | ------------- | ------------------ | ------------------------ | ------------- | --- | ---- |
| 1st | 2022年12月7日 | First Howling : ME | 初回限定盤A              | POCS-39006    | 収録曲 1. Under the skin 2. Scent of you 3. バズ恋 (BUZZ LOVE) 4. The Final Countdown (&TEAM ver.)                           | 1位  |
| 1st | 2022年12月7日 | First Howling : ME | 初回限定盤B              | POCS-39007    | 収録曲 1. Under the skin 2. Scent of you 3. バズ恋 (BUZZ LOVE) 4. The Final Countdown (&TEAM ver.)                           | 1位  |
| 1st | 2022年12月7日 | First Howling : ME | 通常盤                   | POCS-39008    | 収録曲 1. Under the skin 2. Scent of you 3. バズ恋 (BUZZ LOVE) 4. The Final Countdown (&TEAM ver.)                           | 1位  |
| 1st | 2022年12月7日 | First Howling : ME | Weverse Shop JAPAN盤     | PROV-5037     | 収録曲 1. Under the skin 2. Scent of you 3. バズ恋 (BUZZ LOVE) 4. The Final Countdown (&TEAM ver.)                           | 1位  |
| 1st | 2022年12月7日 | First Howling : ME | UNIVERSAL MUSIC STORE盤  | PDCV-5059     | 収録曲 1. Under the skin 2. Scent of you 3. バズ恋 (BUZZ LOVE) 4. The Final Countdown (&TEAM ver.)                           | 1位  |
| 1st | 2022年12月7日 | First Howling : ME | メンバーソロジャケット盤 | POCS-39009/17 | 収録曲 1. Under the skin 2. Scent of you 3. バズ恋 (BUZZ LOVE) 4. The Final Countdown (&TEAM ver.)                           | 1位  |
| 2nd | 2023年6月14日 | First Howling : WE | 初回限定盤A              | POCS-39024    | 収録曲 1. FIREWORK 2. Road Not Taken 3. 月が綺麗ですね 4. Blind Love 5. FIREWORK (Korean ver.) 6. Scent of you (Korean ver.) | 1位  |
| 2nd | 2023年6月14日 | First Howling : WE | 初回限定盤B              | POCS-39025    | 収録曲 1. FIREWORK 2. Road Not Taken 3. 月が綺麗ですね 4. Blind Love 5. FIREWORK (Korean ver.) 6. Scent of you (Korean ver.) | 1位  |
| 2nd | 2023年6月14日 | First Howling : WE | 通常盤                   | POCS-39026    | 収録曲 1. FIREWORK 2. Road Not Taken 3. 月が綺麗ですね 4. Blind Love 5. FIREWORK (Korean ver.) 6. Scent of you (Korean ver.) | 1位  |
| 2nd | 2023年6月14日 | First Howling : WE | Weverse Shop JAPAN盤     | PROV-1050     | 収録曲 1. FIREWORK 2. Road Not Taken 3. 月が綺麗ですね 4. Blind Love 5. FIREWORK (Korean ver.) 6. Scent of you (Korean ver.) | 1位  |
| 2nd | 2023年6月14日 | First Howling : WE | UNIVERSAL MUSIC STORE盤  | PDCV-1191     | 収録曲 1. FIREWORK 2. Road Not Taken 3. 月が綺麗ですね 4. Blind Love 5. FIREWORK (Korean ver.) 6. Scent of you (Korean ver.) | 1位  |
| 2nd | 2023年6月14日 | First Howling : WE | セブンネット限定盤       | PROV-1051     | 収録曲 1. FIREWORK 2. Road Not Taken 3. 月が綺麗ですね 4. Blind Love 5. FIREWORK (Korean ver.) 6. Scent of you (Korean ver.) | 1位  |
| 2nd | 2023年6月14日 | First Howling : WE | メンバーソロジャケット盤 | POCS-39027/35 | 収録曲 1. FIREWORK 2. Road Not Taken 3. 月が綺麗ですね 4. Blind Love 5. FIREWORK (Korean ver.) 6. Scent of you (Korean ver.) | 1位  |

### アルバム
|     | 発売日         | タイトル             | 形態                     | 規格品番      | 収録曲 | 順位 |
| --- | -------------- | -------------------- | ------------------------ | ------------- | --- | ---- |
| 1st | 2023年11月15日 | First Howling : NOW  | 初回限定盤A              | POCS-39044    | 収録曲 1. War Cry 2. Dropkick 3. チンチャおかしい 4. 規格外 (ALIEN) 5. FIREWORK 6. Road Not Taken 7. 月が綺麗ですね 8. Blind Love 9. Under the skin 10. Scent of you 11. バズ恋 (BUZZ LOVE) 12. War Cry (Korean ver.) 13. Road Not Taken (Korean ver.) 14. FIREWORK (Korean ver.) 15. Scent of you (Korean ver.) 16. The Final Countdown (&TEAM ver.) 17. Melody (&TEAM ver.) 18. Running with the pack (&TEAM ver.)                                                                                        | 2位  |
| 1st | 2023年11月15日 | First Howling : NOW  | 初回限定盤B              | POCS-39045    | 収録曲 1. War Cry 2. Dropkick 3. チンチャおかしい 4. 規格外 (ALIEN) 5. FIREWORK 6. Road Not Taken 7. 月が綺麗ですね 8. Blind Love 9. Under the skin 10. Scent of you 11. バズ恋 (BUZZ LOVE) 12. War Cry (Korean ver.) 13. Road Not Taken (Korean ver.) 14. FIREWORK (Korean ver.) 15. Scent of you (Korean ver.) 16. The Final Countdown (&TEAM ver.) 17. Melody (&TEAM ver.) 18. Running with the pack (&TEAM ver.)                                                                                        | 2位  |
| 1st | 2023年11月15日 | First Howling : NOW  | 通常盤                   | POCS-39046    | 収録曲 1. War Cry 2. Dropkick 3. チンチャおかしい 4. 規格外 (ALIEN) 5. FIREWORK 6. Road Not Taken 7. 月が綺麗ですね 8. Blind Love 9. Under the skin 10. Scent of you 11. バズ恋 (BUZZ LOVE) 12. War Cry (Korean ver.) 13. Road Not Taken (Korean ver.) 14. FIREWORK (Korean ver.) 15. Scent of you (Korean ver.) 16. The Final Countdown (&TEAM ver.) 17. Melody (&TEAM ver.) 18. Running with the pack (&TEAM ver.)                                                                                        | 2位  |
| 1st | 2023年11月15日 | First Howling : NOW  | Weverse Shop JAPAN盤     | PROV-1061     | 収録曲 1. War Cry 2. Dropkick 3. チンチャおかしい 4. 規格外 (ALIEN) 5. FIREWORK 6. Road Not Taken 7. 月が綺麗ですね 8. Blind Love 9. Under the skin 10. Scent of you 11. バズ恋 (BUZZ LOVE) 12. War Cry (Korean ver.) 13. Road Not Taken (Korean ver.) 14. FIREWORK (Korean ver.) 15. Scent of you (Korean ver.) 16. The Final Countdown (&TEAM ver.) 17. Melody (&TEAM ver.) 18. Running with the pack (&TEAM ver.)                                                                                        | 2位  |
| 1st | 2023年11月15日 | First Howling : NOW  | UNIVERSAL MUSIC STORE盤  | PDCV-1217     | 収録曲 1. War Cry 2. Dropkick 3. チンチャおかしい 4. 規格外 (ALIEN) 5. FIREWORK 6. Road Not Taken 7. 月が綺麗ですね 8. Blind Love 9. Under the skin 10. Scent of you 11. バズ恋 (BUZZ LOVE) 12. War Cry (Korean ver.) 13. Road Not Taken (Korean ver.) 14. FIREWORK (Korean ver.) 15. Scent of you (Korean ver.) 16. The Final Countdown (&TEAM ver.) 17. Melody (&TEAM ver.) 18. Running with the pack (&TEAM ver.)                                                                                        | 2位  |
| 1st | 2023年11月15日 | First Howling : NOW  | セブンネット限定盤       | PROV-1062     | 収録曲 1. War Cry 2. Dropkick 3. チンチャおかしい 4. 規格外 (ALIEN) 5. FIREWORK 6. Road Not Taken 7. 月が綺麗ですね 8. Blind Love 9. Under the skin 10. Scent of you 11. バズ恋 (BUZZ LOVE) 12. War Cry (Korean ver.) 13. Road Not Taken (Korean ver.) 14. FIREWORK (Korean ver.) 15. Scent of you (Korean ver.) 16. The Final Countdown (&TEAM ver.) 17. Melody (&TEAM ver.) 18. Running with the pack (&TEAM ver.)                                                                                        | 2位  |
| 2nd | 2024年12月18日 | 雪明かり (Yukiakari) | 初回限定盤               | TYCT-69322    | 収録曲 1. 雪明かり (Yukiakari) 2. Deer Hunter 3. illumination 4. 三日月の願い 5. 五月雨 (Samidare) 6. Scar to Scar 7. 君にカエル (Maybe) 8. 青嵐 (Aoarashi) 9. 声変わり (Koegawari) 10. 向日葵 (Imprinted) 11. 十五夜 (Jyuugoya) 12. Big好き (Big Suki) 13. Beat the odds 14. Feel the Pulse 15. MEME 16. Samidare (Korean ver.) 17. Scar to Scar (Korean ver.) 18. Aoarashi (Korean ver.) 19. Koegawari (Korean ver.) 20. Yukiakari (Korean ver.) 21. Deer Hunter (Korean ver.) 22. Dropkick (Korean ver.) | 1位  |
| 2nd | 2024年12月18日 | 雪明かり (Yukiakari) | 通常盤                   | TYCT-69339    | 収録曲 1. 雪明かり (Yukiakari) 2. Deer Hunter 3. illumination 4. 三日月の願い 5. 五月雨 (Samidare) 6. Scar to Scar 7. 君にカエル (Maybe) 8. 青嵐 (Aoarashi) 9. 声変わり (Koegawari) 10. 向日葵 (Imprinted) 11. 十五夜 (Jyuugoya) 12. Big好き (Big Suki) 13. Beat the odds 14. Feel the Pulse 15. MEME 16. Samidare (Korean ver.) 17. Scar to Scar (Korean ver.) 18. Aoarashi (Korean ver.) 19. Koegawari (Korean ver.) 20. Yukiakari (Korean ver.) 21. Deer Hunter (Korean ver.) 22. Dropkick (Korean ver.) | 1位  |
| 2nd | 2024年12月18日 | 雪明かり (Yukiakari) | メンバーソロジャケット盤 | TYCT-69323/31 | 収録曲 1. 雪明かり (Yukiakari) 2. Deer Hunter 3. illumination 4. 三日月の願い 5. 五月雨 (Samidare) 6. Scar to Scar 7. 君にカエル (Maybe) 8. 青嵐 (Aoarashi) 9. 声変わり (Koegawari) 10. 向日葵 (Imprinted) 11. 十五夜 (Jyuugoya) 12. Big好き (Big Suki) 13. Beat the odds 14. Feel the Pulse 15. MEME 16. Samidare (Korean ver.) 17. Scar to Scar (Korean ver.) 18. Aoarashi (Korean ver.) 19. Koegawari (Korean ver.) 20. Yukiakari (Korean ver.) 21. Deer Hunter (Korean ver.) 22. Dropkick (Korean ver.) | 1位  |

### シングル
|     | 発売日        | タイトル           | 形態                     | 規格品番      | 収録曲 | 順位 |
| --- | ------------- | ------------------ | ------------------------ | ------------- | --- | ---- |
| 1st | 2024年5月8日  | 五月雨 (Samidare)  | 初回限定盤               | TYCT-39221    | 収録曲 1. 五月雨 (Samidare) 2. Scar to Scar 3. 君にカエル (Maybe)                                                                      | 2位  |
| 1st | 2024年5月8日  | 五月雨 (Samidare)  | 通常盤                   | TYCT-30144    | 収録曲 1. 五月雨 (Samidare) 2. Scar to Scar 3. 君にカエル (Maybe)                                                                      | 2位  |
| 1st | 2024年5月8日  | 五月雨 (Samidare)  | メンバーソロジャケット盤 | TYCT-39223/31 | 収録曲 1. 五月雨 (Samidare) 2. Scar to Scar 3. 君にカエル (Maybe)                                                                      | 2位  |
| 2nd | 2024年8月7日  | 青嵐 (Aoarashi)    | 初回限定盤               | TYCT-39243    | 収録曲 1. 青嵐 (Aoarashi) 2. 声変わり 3. 向日葵 (Imprinted)                                                                            | 1位  |
| 2nd | 2024年8月7日  | 青嵐 (Aoarashi)    | 通常盤                   | TYCT-30148    | 収録曲 1. 青嵐 (Aoarashi) 2. 声変わり 3. 向日葵 (Imprinted)                                                                            | 1位  |
| 2nd | 2024年8月7日  | 青嵐 (Aoarashi)    | メンバーソロジャケット盤 | TYCT-39245/52 | 収録曲 1. 青嵐 (Aoarashi) 2. 声変わり 3. 向日葵 (Imprinted)                                                                            | 1位  |
| 3rd | 2025年4月23日 | Go in Blind (月狼) | 初回限定盤               | TYCT-39270    | 収録曲 1. Go in Blind (月狼) 2. Run Wild 3. オオカミ系男子 4. Extraordinary day 5. Go in Blind (Korean ver.) 6. Run Wild (Korean ver.) | 1位  |
| 3rd | 2025年4月23日 | Go in Blind (月狼) | 通常盤                   | TYCT-30154    | 収録曲 1. Go in Blind (月狼) 2. Run Wild 3. オオカミ系男子 4. Extraordinary day 5. Go in Blind (Korean ver.) 6. Run Wild (Korean ver.) | 1位  |
| 3rd | 2025年4月23日 | Go in Blind (月狼) | メンバーソロジャケット盤 | TYCT-39271/79 | 収録曲 1. Go in Blind (月狼) 2. Run Wild 3. オオカミ系男子 4. Extraordinary day 5. Go in Blind (Korean ver.) 6. Run Wild (Korean ver.) | 1位  |

### デジタルシングル
| 配信日         | タイトル                     | 規格     |
| -------------- | ---------------------------- | -------- |
| 2023年3月17日  | W.O.L.F. (Win Or Lose Fight) | 音楽配信 |
| 2023年5月7日   | Blind Love                   | 音楽配信 |
| 2024年10月4日  | Beat the odds                | 音楽配信 |
| 2024年10月11日 | MEME                         | 音楽配信 |
| 2024年10月18日 | Feel the Pulse               | 音楽配信 |
| 2024年10月23日 | 十五夜 (Jyuugoya)            | 音楽配信 |
| 2025年1月9日   | Magic Hour                   | 音楽配信 |
| 2025年1月9日   | Wonderful World              | 音楽配信 |
| 2025年2月2日   | Extraordinary day            | 音楽配信 |

### ミュージックビデオ
| 公開日         | タイトル             | リンク      |
| -------------- | -------------------- | ----------- |
| 2022年11月21日 | Under the skin       | [ 動画 1 ]  |
| 2022年12月6日  | Scent of you         | [ 動画 2 ]  |
| 2023年6月13日  | FIREWORK             | [ 動画 3 ]  |
| 2023年7月12日  | Road Not Taken       | [ 動画 4 ]  |
| 2023年11月15日 | War Cry              | [ 動画 5 ]  |
| 2023年11月30日 | Dropkick             | [ 動画 6 ]  |
| 2024年5月7日   | 五月雨 (Samidare)    | [ 動画 7 ]  |
| 2024年7月18日  | 声変わり             | [ 動画 8 ]  |
| 2024年8月7日   | 青嵐 (Aoarashi)      | [ 動画 9 ]  |
| 2024年10月21日 | 十五夜 (Jyuugoya)    | [ 動画 10 ] |
| 2024年12月6日  | illumination         | [ 動画 11 ] |
| 2024年12月16日 | 雪明かり (Yukiakari) | [ 動画 12 ] |
| 2025年1月15日  | Deer Hunter          | [ 動画 13 ] |
| 2025年4月21日  | Go in Blind (月狼)   | [ 動画 14 ] |

## タイアップ
| 年     | 楽曲               | タイアップ                                                                         |
| ------ | ------------------ | ---------------------------------------------------------------------------------- |
| 2023年 | バズ恋 (BUZZ LOVE) | ABEMA番組『ロマンスは、デビュー前に。』オープニングテーマ                          |
| 2023年 | Blind Love         | 日本テレビ系土曜ドラマ『Dr.チョコレート』主題歌                                    |
| 2023年 | 月が綺麗ですね     | UHA味覚糖『ぷっちょ』&ぷっちょ篇 CMソング                                          |
| 2024年 | チンチャおかしい   | UHA味覚糖『ぷっちょ』ぷっチョイス篇 CMソング                                       |
| 2024年 | Scar to Scar       | 日本コカ・コーラ『スプライト』CMソング                                             |
| 2024年 | Beat the odds      | TVアニメ『トリリオンゲーム』オープニングテーマ                                     |
| 2024年 | Feel the Pulse     | WOWOW連続ドラマW『ゴールデンカムイ -北海道刺青囚人争奪編-』第3話エンディングテーマ |
| 2024年 | MEME               | NHK『みんなのうた』2024年10月 - 11月放送楽曲                                       |
| 2025年 | Magic Hour         | TVアニメ『ハニーレモンソーダ』オープニングテーマ                                   |
| 2025年 | Wonderful World    | TVアニメ『ハニーレモンソーダ』エンディングテーマ                                   |
| 2025年 | Extraordinary day  | TBS系『2025別府大分毎日マラソン』テーマソング                                      |

## 出演

### テレビドラマ
- Dr.チョコレート 第3話（2023年5月6日、日本テレビ） - WORLD CLASS 役[80]（YUMA・HARUA・TAKI・MAKI）
- 私をもらって 〜追憶編〜（2024年7月6日 - 8月31日、日本テレビ） - 死神 役（K）[81]（K）
  - 私をもらって 〜恋路編〜（2024年11月30日 - 2025年2月1日、日本テレビ）- 死神 役（K）[82]
- 海老だって鯛が釣りたい 第3話 -（2025年7月17日 - 、中京テレビ・日本テレビ） - パク・ジョンス 役（EJ）[83][84]

### Webドラマ
- 私をもらって 〜出逢編〜（2025年2月1日、Hulu）- 死神 役（K）[85]

### テレビ番組
- I-LAND（2020年6月26日 - 9月18日、Mnet・tvN・ABEMA） - K・NICHOLAS・EJ・TAKI
- &AUDITION - The Howling -（2022年7月9日 - 9月3日、日本テレビ・Hulu）
- &TEAM学園（2022年11月12日 - 2023年2月18日、日本テレビ、Hulu）[注 11][20][21]
  - &TEAM学園 2学期（2024年1月13日 - 3月30日）[36][87]
- THE DANCE DAY（2024年5月27日、日本テレビ）- 大会サポーター（K）[88]
- ラヴィット!（TBS） - K
  - 金曜「ラヴィット!ファミリー」（シーズンレギュラー）（2024年10月11日 - 12月20日）[89][90]
  - 月曜「ラヴィット!ファミリー」（シーズンレギュラー）（2025年7月14日 - 9月予定）[91][92]
- 東京2025世界陸上（2025年9月13日 - 21日予定、TBS） - TBS世界陸上応援サポーター（K）[93]

### ラジオ番組
- &TEAMのオールナイトニッポンX（2022年12月22日、2025年4月25日 - 、ニッポン放送）[94][95]
- &TEAMのオールナイトニッポンGOLD supported by Cook Do KOREA!（2024年12月19日、ニッポン放送）[96]
- &TEAMの「ごエンがあって、しゃべらせてもらってます。」（2025年1月7日 - 、ポッドキャスト配信）[97]

### 映画
- パリピ孔明 THE MOVIE（2025年4月25日、松竹） - &TEAM（本人） 役[98]

### CM・広告
- UHA味覚糖 ぷっちょ（2023年7月17日 - ）[99]
- 日本コカ・コーラ スプライト（2024年5月27日 - ） - K・JO・MAKI[100]
- Cook Do KOREA!（2024年11月7日 - ）[101]
- 日本コカ・コーラ コカ・コーラ「コチる放課後アンセム『コンビニ』篇」（2025年4月28日 - ）[102]
- SAM'U（2025年5月1日 - ） - ブランドアンバサダー（K）[103]
- 阪神タイガース「TIGERS B-LUCK DYNAMITESERIES」（2025年6月5日 - ） - アンバサダー[104]

## 公演

### ショーケース
| 年     | 開催日   | タイトル                                        | 会場                       | 備考    |
| ------ | -------- | ----------------------------------------------- | -------------------------- | ------- |
| 2022年 | 12月8日  | &TEAM DEBUT SHOWCASE [First Howling : ME]       | 東京・東京体育館           | [ 107 ] |
| 2023年 | 6月18日  | &TEAM 2nd EP SHOWCASE [First Howling : WE]      | 東京・六本木ヒルズアリーナ | [ 108 ] |
| 2023年 | 11月16日 | &TEAM 1st ALBUM SHOWCASE [First Howling : NOW]  | 東京・六本木ヒルズアリーナ | [ 109 ] |
| 2024年 | 5月7日   | &TEAM 1st SINGLE SHOWCASE「五月雨 (Samidare)」  | 東京・豊洲PIT              | [ 110 ] |
| 2024年 | 8月8日   | &TEAM 2nd SINGLE SHOWCASE「青嵐 (Aoarashi)」    | 東京・豊洲PIT              | [ 111 ] |
| 2024年 | 12月19日 | &TEAM 2nd ALBUM『雪明かり点灯式』               | 東京・TFT ホール 1000      | [ 112 ] |
| 2025年 | 4月23日  | &TEAM 3rd SINGLE SHOWCASE「Go in Blind (月狼)」 | 東京・豊洲PIT              | [ 113 ] |

### ファンミーティング
| 年     | タイトル                            | 開催日        | 会場                                           | 備考    |
| ------ | ----------------------------------- | ------------- | ---------------------------------------------- | ------- |
| 2023年 | 2023 &TEAM FANTOUR LUNÉ MARE : 月波 | 5月27日・28日 | 大阪・大阪府立国際会議場（グランキューブ大阪） | [ 114 ] |
| 2023年 | 2023 &TEAM FANTOUR LUNÉ MARE : 月波 | 6月7日・8日   | 愛知・愛知県芸術劇場 （大ホール）              | [ 114 ] |
| 2023年 | 2023 &TEAM FANTOUR LUNÉ MARE : 月波 | 6月15日・16日 | 神奈川・パシフィコ横浜 国立大ホール            | [ 114 ] |
| 2025年 | 2025 &TEAM FANMEETING '&❤︎'          | 2月12日・13日 | 東京・東京ガーデンシアター                     | [ 115 ] |

### 結成周年イベント
- &TEAM 1st Anniversary [縁 DAY]（2023年9月3日、埼玉・さいたまスーパーアリーナ・コミュニティアリーナ）[30]
- &TEAM 1st Anniversary [縁 DAY] in SEOUL（2023年9月9日、ソウル・YES24 LIVE HALL）[31]
- &TEAM 2nd Anniversary [縁 DAY]（2024年9月3日、東京・東京ガーデンシアター）[45]
- &TEAM 3rd Anniversary [縁 DAY]（2025年9月2日・3日、神奈川・ぴあアリーナMM）[55]

### カフェ
- &TEAM CAFE〜SWEET DREAMS〜（2023年12月14日 - 2024年2月18日、東京・BOX cafe&space原宿アルタ店、2023年12月15日 - 2024年1月21日、大阪・心斎橋contact）[116]
- &TEAM CAFE〜HAPPY FARM〜（2024年12月5日 - 2025年2月2日、東京・BOX cafe&space 新宿ミロード1号店、2024年12月5日 - 2025年1月26日、大阪・BOX cafe&space HEP FIVE店、2024年12月5日 - 2025年1月19日、愛知・BOX cafe&space グローバルゲート名古屋1号店、2024年12月19日 - 2025年2月2日）[117]

### その他イベント・フェス
| 年     | 開催日         | 公演名                                                                     | 会場                                                     | 備考                    |
| ------ | -------------- | -------------------------------------------------------------------------- | -------------------------------------------------------- | ----------------------- |
| 2022年 | 12月13日       | 2022 Asia Artist Awards                                                    | 愛知・日本ガイシホール                                   | [ 118 ]                 |
| 2022年 | 12月30日       | COUNTDOWN JAPAN 22/23                                                      | 千葉・幕張メッセ                                         | [ 119 ]                 |
| 2023年 | 1月15日        | オールナイトニッポン55周年記念 オールナイトニッポンX スペシャルライブ 2023 | 神奈川・横浜アリーナ                                     | [ 120 ]                 |
| 2023年 | 1月28日        | GMO SONIC 2023                                                             | 埼玉・さいたまスーパーアリーナ                           | [ 121 ]                 |
| 2023年 | 3月4日         | 第36回 マイナビ 東京ガールズコレクション 2023 SPRING/SUMMER                | 東京・国立代々木競技場第一体育館                         | [ 122 ]                 |
| 2023年 | 3月11日・12日  | D.U.N.K. Showcase                                                          | 千葉・幕張メッセ 国際展示場9〜11                         | [ 123 ]                 |
| 2023年 | 5月11日・12日  | THE DANCE DAY LIVE 2023                                                    | 東京・日本武道館                                         | [ 124 ] [ 125 ]         |
| 2023年 | 5月14日        | KCON JAPAN 2023                                                            | 千葉・幕張メッセ                                         | [ 126 ]                 |
| 2023年 | 6月10日・11日  | 2023 Weverse Con Festival                                                  | ソウル・オリンピック公園 KSPO DOME、88芝生広場           | [ 127 ]                 |
| 2023年 | 7月16日        | JOIN ALIVE 2023                                                            | 北海道・いわみざわ公園                                   | [ 128 ] [ 129 ]         |
| 2023年 | 7月24日        | お台場冒険王2023「めざましライブ」                                         | 東京・冒険ランド内 SUMMER SPLASH!スタジアム              | [ 130 ] [ 131 ]         |
| 2023年 | 9月2日         | 第37回 マイナビ 東京ガールズコレクション 2023 AUTUMN/WINTER                | 埼玉・さいたまスーパーアリーナ                           | [ 132 ]                 |
| 2023年 | 11月28日       | 2023 MAMA AWARDS                                                           | 東京・東京ドーム                                         | [ 133 ]                 |
| 2023年 | 12月2日・3日   | D.U.N.K. Showcase in KYOCERA DOME OSAKA                                    | 大阪・京セラドーム大阪                                   | [ 134 ]                 |
| 2023年 | 12月9日        | MUSIC BANK GLOBAL FESTIVAL 2023                                            | 埼玉・ベルーナドーム                                     | [ 135 ]                 |
| 2023年 | 12月14日       | 2023 Asia Artist Awards IN THE PHILIPPINES                                 | ブラカン・フィリピン・アリーナ                           | [ 136 ]                 |
| 2023年 | 12月23日       | BEAT AX                                                                    | 東京・有明アリーナ                                       | [ 137 ]                 |
| 2023年 | 12月25日       | 2023 SBS歌謡大典                                                           | インチョン・インスパイア・アリーナ                       | [ 138 ]                 |
| 2023年 | 12月31日       | 2023 MBC歌謡大祭典                                                         | コヤン・MBCドリームセンター                              | [ 139 ]                 |
| 2024年 | 1月2日         | K-Pop Masterz×KROSS vol.3                                                  | 愛知・バンテリンドーム ナゴヤ                            | [ 140 ]                 |
| 2024年 | 1月16日・17日  | BEAT AX Vol.2                                                              | 神奈川・横浜アリーナ                                     | [ 141 ]                 |
| 2024年 | 2月24日        | Kstyle PARTY 2024                                                          | 東京・有明アリーナ                                       | [ 142 ]                 |
| 2024年 | 4月13日        | GOLDEN WAVE in TAIWAN                                                      | 台湾・高雄ナショナルスタジアム                           | [ 40 ]                  |
| 2024年 | 5月12日        | KCON JAPAN 2024                                                            | 千葉・ZOZOマリンスタジアム&幕張メッセ                    | [ 143 ]                 |
| 2024年 | 6月15日        | 2024 Weverse Con Festival                                                  | インチョン・インスパイア・エンターテインメント・リゾート | [ 144 ]                 |
| 2024年 | 6月30日        | 2024 Show! Music Core in JAPAN                                             | 埼玉・ベルーナドーム                                     | [ 145 ]                 |
| 2024年 | 7月28日        | WATERBOMB TOKYO 2024                                                       | 東京・海の森水上競技場                                   | [ 146 ]                 |
| 2024年 | 8月12日        | ROCK IN JAPAN FESTIVAL 2024                                                | 千葉・千葉市蘇我スポーツ公園                             | [ 147 ] [ 148 ]         |
| 2024年 | 8月24日        | お台場冒険王2024〜人気者にアイ♡LAND〜「めざましライブ」                    | 東京・冒険ランド内 大型スタジアム                        | [ 149 ]                 |
| 2024年 | 9月7日         | 第39回 マイナビ 東京ガールズコレクション 2024 AUTUMN/WINTER                | 埼玉・さいたまスーパーアリーナ                           | NICHOLAS・JO・Kが出演。 |
| 2024年 | 9月8日         | 2024 THE FACT MUSIC AWARDS                                                 | 大阪・京セラドーム大阪                                   | [ 152 ]                 |
| 2024年 | 9月15日        | CDTVライブ!ライブ!大感謝祭2024                                             | 東京・東京ガーデンシアター                               | [ 153 ]                 |
| 2024年 | 10月13日       | SBS INKIGAYO LIVE in TOKYO                                                 | 埼玉・さいたまスーパーアリーナ                           | [ 154 ]                 |
| 2024年 | 10月20日       | Coke STUDIO LIVE 2024                                                      | 埼玉・さいたまスーパーアリーナ                           | [ 155 ]                 |
| 2024年 | 11月24日       | Livejack 2024 SMASH BEAT SP                                                | 大阪・大阪城ホール                                       | [ 156 ]                 |
| 2025年 | 1月12日・13日  | D.U.N.K. Showcase in K-Arena Yokohama                                      | 神奈川・Kアリーナ横浜                                    | [ 157 ]                 |
| 2025年 | 2月22日        | 『パリピ孔明 THE MOVIE』キックオフパーティ                                 | 神奈川・ぴあアリーナMM                                   | [ 158 ]                 |
| 2025年 | 3月30日        | Kstyle PARTY 2025                                                          | 東京・有明アリーナ                                       | [ 159 ]                 |
| 2025年 | 4月12日        | 麻生専門学校グループ presents TGC KUMAMOTO 2025 by TOKYO GIRLS COLLECTION  | 熊本・グランメッセ熊本                                   | [ 160 ]                 |
| 2025年 | 4月13日        | DayDay. SUPER LIVE 2025                                                    | 神奈川・ぴあアリーナMM                                   | [ 161 ]                 |
| 2025年 | 5月3日         | Rakuten GirlsAward 2025 SPRING/SUMMER                                      | 東京・国立代々木競技場第一体育館                         | [ 162 ]                 |
| 2025年 | 6月1日         | 2025 Weverse Con Festival                                                  | インチョン・インスパイア・エンターテインメント・リゾート | [ 163 ]                 |
| 2025年 | 8月19日        | TIGERS B-LUCK DYNAMITESERIES                                               | 大阪・京セラドーム大阪                                   | [ 104 ]                 |
| 2025年 | 8月31日        | Song for Children!24時間テレビチャリティーライブ                           | 東京・有明アリーナ                                       | [ 164 ]                 |
| 2025年 | 9月15日        | ROCK IN JAPAN FESTIVAL 2025                                                | 千葉・千葉市蘇我スポーツ公園                             | [ 165 ]                 |
| 2025年 | 10月11日・12日 | Coca-Cola X Fes. 2025                                                      | 埼玉・さいたまスーパーアリーナ                           | [ 166 ]                 |

## 受賞歴
2023年
- 第37回日本ゴールドディスク大賞「ベスト5ニュー・アーティスト（邦楽）」
- 2023 Asia Artist Awards IN THE PHILIPPINES「Emotive賞」「Best Choice賞」

2024年
- Universal Superstar Awards「ユニバーサル・ネクスト・ジェネレーション（男性）」
- 2024 THE FACT MUSIC AWARDS「Global Generation賞」
- 第9回アジアアーティストアワード「アイコン賞」

2025年
- 第39回日本ゴールドディスク大賞「ベスト5アルバム（邦楽）」 - 『雪明かり (Yukiakari)』